# Denis Vieru
Denis Vieru, född 10 mars 1996, är en moldavisk judoutövare.

## Karriär
Vid olympiska sommarspelen 2024 i Paris tog Vieru brons i 66 kg-klassen efter att ha besegrat franske Walide Khyar i bronsmatchen.